# HMS Triumph (N18)
O HMS Triumph foi um submarino operado pela Marinha Real Britânica e um membro do segundo grupo da Classe T. Sua construção começou em março de 1937 nos estaleiros da Vickers-Armstrongs e foi lançado ao mar em fevereiro de 1938, sendo comissionado na frota britânica em maio do ano seguinte. Era armado com dez tubos de torpedo de 533 milímetros, possuía um deslocamento submerso de 1,6 mil toneladas e conseguia alcançar uma velocidade máxima de quinze nós (28 quilômetros por hora) na superfície e nove nós (dezesseis quilômetros por hora) submerso.
O Triumph começou sua carreira na Segunda Guerra Mundial patrulhando o Mar do Norte próximo da Noruega até dezembro de 1939, quando bateu em uma mina naval. Retornou ao serviço em agosto de 1940 e permaneceu no Mar do Norte até ser transferido para o Mar Mediterrâneo em janeiro de 1941. Ele realizou várias patrulhas pela área e conseguiu afundar vários navios de transporte e auxiliares italianos, além do submarino Salpa durante um confronto em junho de 1941. O Triumph acabou afundando em janeiro de 1942 próximo da Grécia depois de bater em uma mina.